# 少林五壯士
《少林五壯士》（英語：Five Heroes from Shaolin）為香港亞洲電視製作的古裝武打電視劇，在1986年12月首播，共30集，由李元科擔任監製。由李文彪、楊嘉諾、麥德羅、葉玉卿、苗金鳳、吳彩南、馮素波等人主演。

## 劇情介紹
乾隆年間，福建少林寺主持至善禪師以發揚少林武術為名，實質招攬有能之士，實行反清復明計劃。當中包括苗翠花、洪熙官、三德、童千斤、方世玉等人。
但這批年輕的少林壯士，嫉惡如仇、好打不平，因而與武當派結怨，甚至鬧上朝廷。

## 演員表
- 李文彪 飾 方世玉
- 吳彩南 飾 三德和尚
- 苗金鳳 飾 苗翠花
- 麥德羅 飾 童千斤[2]
- 楊嘉諾 飾 洪熙官
- 葉玉卿[1] 飾 李二環
- 林迪安 飾 胡惠乾
- 馮素波 飾 李小環
- 韓義生 飾 雷老虎
- 熊德誠 飾 乾隆
- 甘　山 飾 至善禪師
- 金　童 飾 馮道德
- 徐寶鳳 飾 李翠屏
- 煒　烈 飾 高進忠
- 司馬華龍 飾 方德
- 譚榮傑 飾 呂英布
- 鄭恕峰 飾 牛化蛟
- 陳植槐 飾 白安福
- 許瑩英 飾 五枚師太
- 徐二牛 飾 李巴山
- 薛純基 飾 黃坤
- 王　力 飾 悟因
- 韓　江 飾 杏隱大師

## 製作
1986年11月7日舉行開鏡儀式。